# Disperato/Meglio solo
Disperato è una canzone scritta da Marco Masini, Giancarlo Bigazzi e Beppe Dati e presentata da Masini al Festival di Sanremo 1990. Il brano arrivò primo nella categoria "Novità", permettendo al cantautore di partecipare l'anno successivo nella categoria "Campioni".
La canzone fu inserita nell'album Marco Masini, album di debutto del cantautore fiorentino.

## Successo
Dimostrazione del successo di "Disperato" è la sua 10ª posizione nella top 100 annuale, una posizione più in alto di Uomini soli dei Pooh, brano vincitore del Festival. In realtà il singolo in classifica non riuscì mai ad andare oltre la 6ª posizione dei singoli più venduti, ma si dimostrò longevo, stazionando in top 20 per oltre sette mesi, dal 10 marzo al 20 ottobre 1990.

## Curiosità
Gli organizzatori del Festival di Sanremo censurarono alcune parole del brano che alludevano all'utilizzo di eroina ("stanotte vado e spacco la città con questo ago disperato in me" e "allora annaffio il muro con il mio veleno"), cosicché durante l'esecuzione Masini cambiò queste parti con "stanotte asciugo i bar della città con questo fuoco disperato in me" e "allora scrivo il muro con il mio veleno". 
Infatti era accaduto che Alberto Bevilacqua, il quale era nella commissione giudicatrice, aveva inizialmente bocciato la canzone in quanto, a suo dire, istigava all'uso di violenza e droga. Per questo motivo Bigazzi e Masini furono costretti a modificare il testo riuscendo all'ultimo momento a fare ammettere il brano al concorso.

## Tracce
1. Disperato – 4:15
2. Meglio solo – 4:39

## Classifiche

### Classifiche settimanali
| Classifica (1990) | Posizione massima |
| ----------------- | ----------------- |
| Italia            | 6                 |

### Classifiche di fine anno
| Classifica (1990) | Posizione |
| ----------------- | --------- |
| Italia            | 10        |